# モンティ・ノーマン
モンティ・ノーマン（Monty Norman、1928年4月4日  - 2022年7月11日）は、イギリス・ロンドン出身の作曲家。複数の映画音楽の作曲を手がけた。中でも『007／ジェームズ・ボンド』シリーズのテーマ曲は広く知られている。他に1950年代からミュージカルをてがけており、トニー賞にもノミネートされたことがある。

## 裁判
「ジェームズ・ボンドのテーマ」のノーマン作曲を疑う声は1970年代からあり、1990年代には音楽雑誌『メロディ・メイカー』の「ノーマンが映画の撮影が行われたジャマイカで別人から買い取った曲」という記事と、「サンデー・タイムズ」紙の「作者ではない人物が他人の曲で著作権料収入を得ている」とする記事を名誉毀損で訴えて、共にノーマンが勝訴した。
編曲のジョン・バリーは、作曲がノーマン単独だとする主張に異議を唱えたものの、著作権に関してノーマンと争わないことを表明した。